# معادله آنتوان
معادله آنتوان(به انگلیسی: Antoine equation) معادله ای است که ارتباط بین فشار بخار یک ماده خالص و دما را بیان می کند.این معادله از معادله کلازیوس-کلاپیرون مشتق شده‌است.

## تعریف
{\displaystyle \log _{10}p=A-{\frac {B}{C+T}}.}
که در این معادله p فشار بخار،T دما و A, B و C ثابت های آنتوان هستند که برای هر ماده به‌طور  جداگانه تعریف می‌شود.
همچنین می توان از این ماده ،معادله پایین را نتیجه گرفت که بر حسب دما نوشته شده‌است:
{\displaystyle T={\frac {B}{A-\log _{10}\,p}}-C}
اگر در معادله آنتوان C صفر در نظر گرفته شود،معادله دیگری به نام آگوست به دست می آید که نشان دهنده رابطه ای خطی بین لگاریتم فشار و دمای متقابل است.
{\displaystyle \log _{10}p=A-{\frac {B}{T}}}
این معادله به افتخار فیزیک‌دان آلمانی ،ارنست فردینان آگوست،نامگذاری شده‌است.

## نگارخانه

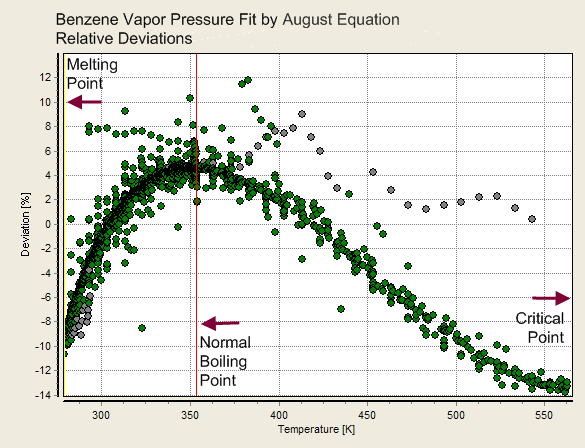
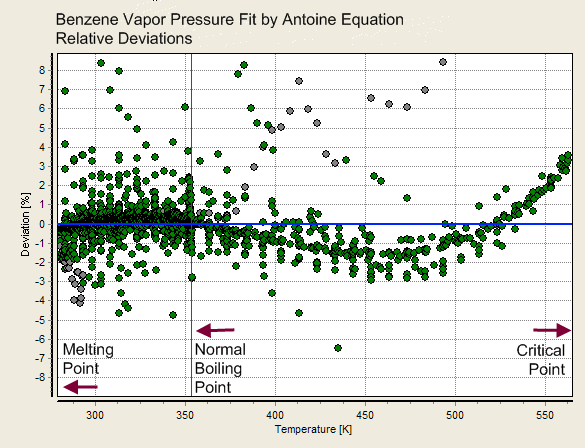
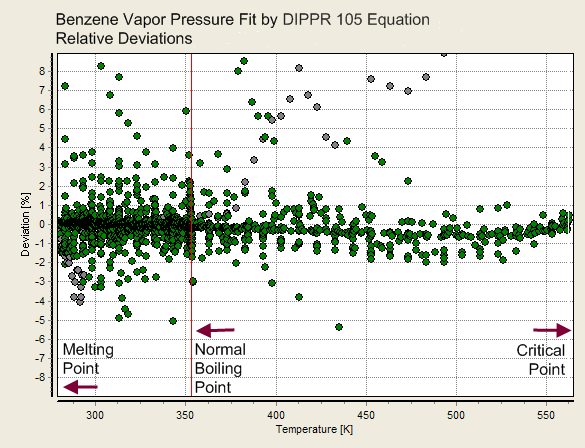